# 加田斎
加田 斎は、日本の俳優。所属は劇団移動する羊。

## 出演作品

### テレビドラマ
- テツワン探偵ロボタック（1998年） 第27話
- 葵 徳川三代（2000年） - 足軽頭
- 花村大介（2000年）
- はぐれ刑事純情派（2001年）
- 砂の器（2004年）
- 砂時計（2007年） - 早野（準レギュラー）